# Daniel Bunce
Daniel Bunce (* 1813 bei Rickmansworth, Hertfordshire, England; † 1872 in Geelong, Victoria, Australien) war ein ausgebildeter Gärtner und Botaniker. Er nahm an der zweiten Expedition Ludwig Leichhardts in den Jahren von 1846 bis 1847 teil.

## Frühes Leben
Über sein frühes Leben ist wenig bekannt. Bunce wanderte 1833 nach Hobart in Tasmanien aus. In Launceston eröffnete er eine Pflanzenschule Denmark Hill. 1839 ging er nach Port Phillip. Von dort kam bis an den  Western Port, wo er sich intensiv mit den Sprachen der lokalen Aborigines befasste. Er gründete eine Pflanzenschule in St Kilda.

## Expeditionen
Die Expedition mit Bunce unter Führung von Ludwig Leichhardt scheiterte nach fünf Monaten. Leichhardt äußerte sich nach der Expedition in einem Schreiben positiv über Bunce und lud ihn zu einer Teilnahme an seiner dritten Expedition von 1848 ein, was dieser ablehnte. 1850 veröffentlichte Bunce in einer Zeitung in Melbourne einen Bericht über diese Forschungsreise, in dem er Leichhardt in einzelnen Aspekten seines Verhaltens inhaltlich, aber zurückhaltend kritisierte. Leichhardt konnte diesen Vorhaltungen nicht mehr entgegnen, da er 1848 auf seiner dritten australischen Expedition verschollen blieb.
Nach der Expedition folgte Bunce dem Verlauf des Murray River bis zur Küste und erkundete das Gippsland.

## Berufliches
1849 bewarb er sich als Direktor des Royal Botanic Gardens Melbourne und Adelaide Botanic Gardens. Da diese Bewerbungen erfolglos blieben, arbeitete er als Bergwerksdirektor bei Bendigo, wo er auch die Flora in der Umgebung beschrieb. 1858 wurde er als Direktor des Geelong Botanical Gardens angestellt.

## Persönliches
Bunce war dreimal verheiratet. Seine zweite Frau war eine Tochter von John Batman. Vier seiner Kinder starben bei einer Diphtherie-Epidemie innerhalb von drei Tagen.

## Schriften und Werke
- Language of the Aborigines of the Colony of Victoria, and other Australian Districts; with parallel translations and familiar specimens in dialogue as a guide to Aboriginal Protectors, and others engaged in ameliorationg their condition (Geelong 1851).
- Manual of Practical Gardenin (1837) (in zweiter und dritter Auflage): Australian Manual of Horticulture (Melbourne 1850 und 1851).
- Twenty-Three Years' Wanderings in the Australia and Tasmania, Including Travels with Dr Leichhardt (Geelong 1857), auch unter dem Titel Australasiatic Reminiscences of Twenty-Three Years, Wanderings (Melbourne 1857) und Travels with Leichhardt (Melbourne 1859) erschienen.
- Guide to the Linnaean System wurde niemals veröffentlicht.
- Hortus Tasmaniensis wurde zwar gedruckt, aber die Auslieferung erfolgte aufgrund heftiger Kritik daran nicht. Die einzige Kopie liegt in der National Library in Canberra.

Er veröffentlichte auch zahlreiche Artikel in Fachzeitschriften.